# Bistum Santa Clara
Das Bistum Santa Clara (lat.: Dioecesis Sanctae Clarae) ist ein auf Kuba gelegenes römisch-katholisches Bistum mit Sitz in Santa Clara.

## Geschichte
Papst Johannes Paul II. gründete das Bistum am 1. April 1995 durch die Teilung des Bistums Cienfuegos-Santa Clara; es wurde dem Erzbistum Santiago de Cuba als Suffraganbistum unterstellt.
Am 5. Dezember 1998 wurde es Teil der Kirchenprovinz Camagüey.

## Bischöfe von Santa Clara
- Fernando Ramon Prego Casal (1. April 1995–9. Januar 1999)
- Marcelo Arturo González Amador, seit dem 4. Juni 1999